# Миту
Миту (исп. Mitú) — город, расположенный на востоке Колумбии, основан в октябре 1936 года. Столица департамента Ваупес. Население в 2005 году составляло 28 000 человек, площадь равна 16 422 км².